# N24 (Togo)
Die N24 ist eine Fernstraße in Togo, die in Galangachi, an der Ausfahrt der N1, beginnt und in Mandouri endet. Sie ist 52 Kilometer lang.